# Torre dei Foresi
La casa torre dei Foresi è un edificio storico del centro di Firenze, situato all'angolo tra via Porta Rossa 10 e piazza dei Davanzati 1r-2r-3r.
Il complesso appare nell'elenco redatto nel 1901 dalla Direzione Generale delle Antichità e Belle Arti, quale edificio monumentale da considerare patrimonio artistico nazionale.

## Storia
Si tratta di una case con torre che nel Duecento apparteneva alla famiglia ghibellina dei Monaldi e che passò, per eredità, ai Foresi, famiglia originaria di Campi Bisenzio, che ebbe il suo momento di maggior splendore tra il XIII e il XIV secolo, prima di estinguersi nel Cinquecento. Legati alla parte guelfa, essi avevano il patronato della chiesa di Sant'Andrea a Brozzi. Il complesso, parzialmente distrutto dopo la battaglia di Montaperti, fu ricostruito per diventare, nel Quattrocento, proprietà dei Della Palla e quindi dei Pandolfini. 
L'attuale visibilità della fabbrica, isolata e libera sull'antistante piazza de' Davanzati, ha origine nel periodo del risanamento del vecchio centro (1885-1895), quando, oltre a creare la piazza, si intervenne per rendere decoro all'antico edificio. Vennero distrutte le fabbriche antistanti nello stretto chiassod elle Marmora, e i cavalcavia che poggiavano sulla facciata. Le case, già ridotte d'altezza e in questo periodo restaurate con numerose integrazioni (a interessare anche i tipici ferri da facciata qui in grande numero), rappresentano comunque un verosimile esempio di architettura medievale, nonché una testimonianza delle caratteristiche dell'area prima delle demolizioni ottocentesche.

## Descrizione
La torre, tra le più grandi e meglio conservate a Firenze, si eleva in angolo con la sua mole a base quadrangolare e il tipico filaretto di pietra come rivestimento. Sono ben cinque le file di buche pontaie che marcano anche i piani (vestigia di ballatoi lignei che correvano attorno alla muratura), mentre vi si aprono solo tre finestre per lato perfettamente in asse tra di loro, dal primo al terzo piano, probabilmente allargate e rettificate in epoca successiva alla costruzione. Al piano terra resta una porta alta e stretta con architrave monolitico sormontato da un arco a tutto sesto. Tracce di finestre tamponate sono visibili su piazza Davanzati. 
Sul fianco destro della torre si nota una casa più bassa ma con lo stesso tipo di decorazione esterna, tanto da far pensare ad un edificio unico con la torre. Questa casa è un po' più recente rispetto alla torre e non si appoggia alla stessa a causa di una piccola intercapedine, un espediente usato per poter salvare la casa in caso di eventuale distruzione della torre.
La torre e l'edificio attiguo, una casa più bassa leggermente discostata dalla torre da una piccola intercapedine che avrebbe assicurato stabilità alla casa in caso di distruzione e abbattimento della torre stessa, formavano una sorta di "palagio", cioè quella forma residenziale intermedia tra le case-torri e i palazzi veri e propri. Tra i confort dell'epoca spiccano un pozzo privato e le ampie cantine per le merci.

## Bibliografia

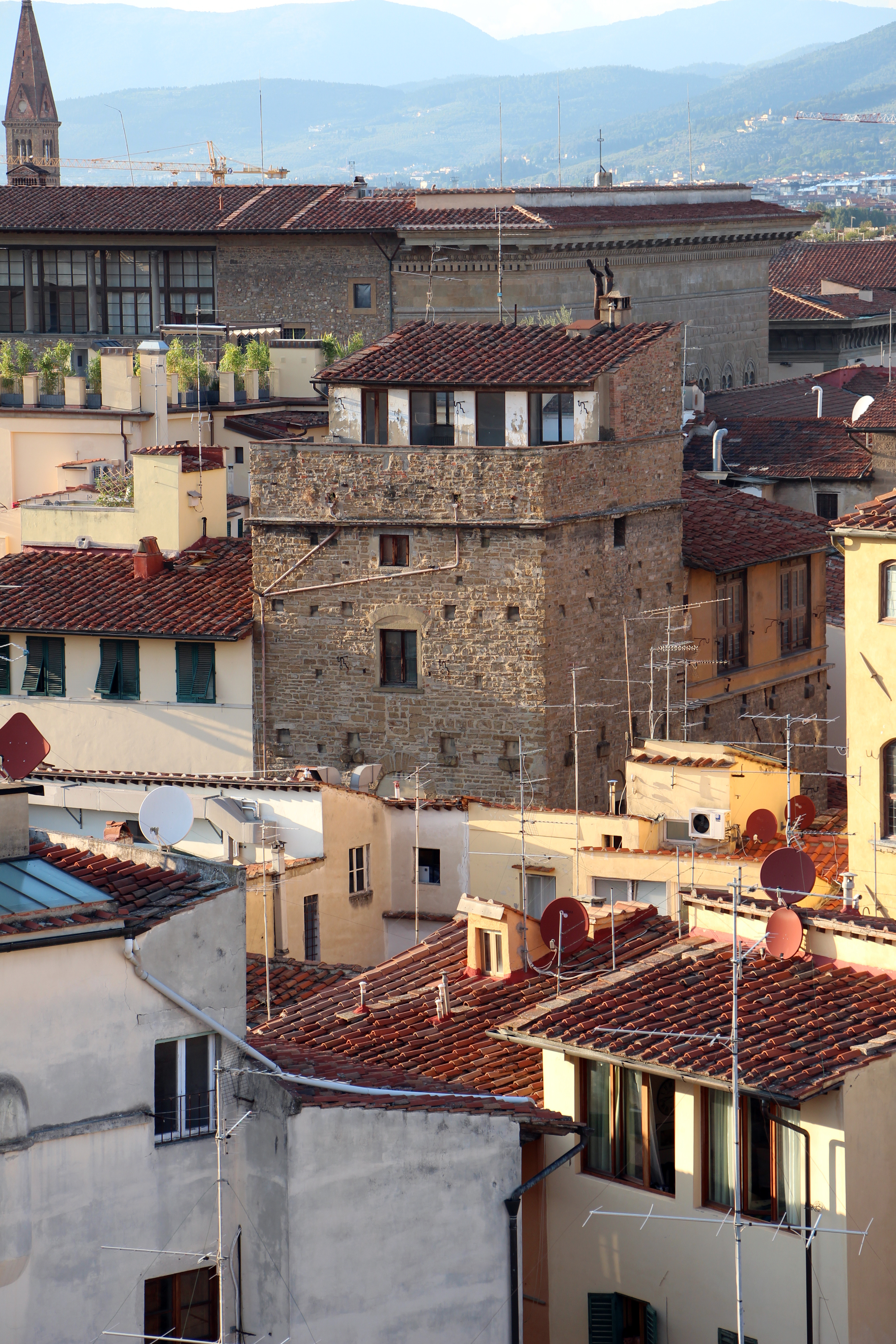
La sommità della torre dei Foresi vista dalla torre degli Acciaiuoli